# Germán Estigarribia
Germán Nicolás Estigarribia (Formosa, Argentina; 6 de marzo de 1997) es un futbolista profesional argentino, que juega como delantero y actualmente se desempeña en Deportes Recoleta de la Primera B de Chile.

## Trayectoria
Dejó a los 11 años su natal Formosa, para recalara en las divisiones inferiores del club Lanús, a fines de 2016 luego de jugar en las reservas del club granate, se va libre al Deportes Antofagasta de Chile.
Debutó el año 2017 en el fútbol profesional en un partido contra Colo-Colo en el Estadio Monumental, en el cuadro puma jugó 10 partidos y no anotó goles. En 2018 es cedido a Deportes Copiapó que en ese entonces jugaba en la Primera B de Chile, donde jugó 21 partidos y anotó 10 goles. 
En 2019, tras no ser considerado el primer semestre debido a no querer renovar su contrato, y el rechazo de ofertas de otros equipos chilenos, se considera autodespedido y regresa en rebeldía a su país a jugar por Instituto de Córdoba, jugando 16 partidos y marcó 3 goles. A fines de 2020 parte de forma libre a Barracas Central, club donde se consagra campeón en el año 2021 ascendiendo por primera vez con Barracas a la Primera División de Argentina.
En 2022 es transferido al Audax Italiano de Chile. En diciembre de 2022 es anunciado como nuevo jugador de Deportes Temuco de la Primera B chilena para la temporada 2023.

## Clubes
| Club                            | País          | Año           | PJ  | Goles | Promedio |
| ------------------------------- | ------------- | ------------- | --- | ----- | -------- |
| Deportes Antofagasta            | Chile         | 2017          | 16  | 1     | 0.06     |
| → Deportes Copiapó (cedido)     | Chile         | 2018          | 32  | 12    | 0.38     |
| → Instituto de Córdoba (cedido) | Argentina     | 2019-2020     | 17  | 3     | 0.18     |
| Barracas Central                | Argentina     | 2020-2021     | 41  | 7     | 0.17     |
| Audax Italiano                  | Chile         | 2022-Act.     | 26  | 2     | 0.08     |
| → Deportes Temuco (cedido)      | Chile         | 2023          | 29  | 3     | 0.1      |
| Total carrera                   | Total carrera | Total carrera | 161 | 28    | 0.17     |